# August Ferdinand Möbius
August Ferdinand Möbius (n. 17 noiembrie 1790, Schulpforta, Principatul Saxoniei - d. 26 septembrie 1868, Leipzig) a fost un matematician și astronom german.

## Biografie
Mama lui Möbius descindea din Martin Luther. Tatăl său, Johan Heinrich Möbius, a murit în 1792 sau 1793.
Möbius a fost fascinat de matematică de la o vârstă foarte fragedă, însă până când a împlinit treisprezece ani, în afară de ce învățase acasă, nu a beneficiat de nici o educație riguroasă. În 1809 Möbius a absolvit colegiul și a devenit student al Universității din Leipzig, una dintre cele mai vechi universități germane. Familia lui și-a dorit să-și vadă fiul orientându-se spre avocatură, iar Möbius s-a supus în primul an de studiu pretențiilor părinților, apoi pasiunea pentru matematică, astronomie și fizică l-a copleșit, așa că a hotărât că este mai bine să-și urmeze chemarea decât să facă pe plac familiei.
În 1813 Möbius a plecat la Göttingen și a studiat timp de două semestre, cu renumitul Carl Friedrich Gauss (1777-1855), astronomia teoretică. De asemenea, a studiat matematicile superioare cu Johann Pfaff⁠(en)[traduceți].
În 1848 a devenit directorul observatorului astronomic din Leipzig.
Möbius s-a însurat în 1820 cu Dorothea și a devenit tatăl a trei copii.  A murit după ce a sărbătorit cincizeci de ani de carieră profesorală la Leipzig, Frumoasa lui soție oarbă se stinsese din viață cu nouă ani în urmă. Fiul său, Theodor Möbius⁠(en)[traduceți] a fost un renumit filolog.
Este cunoscut mai ales pentru descoperirea unei suprafețe speciale, care a fost denumită ulterior bandă Möbius.
Möbius este primul care a introdus coordonatele omogene în geometria proiectivă.
Alte concepte matematice care i se atribuie sunt: transformările lui Möbius din geometria proiectivă, funcția lui Möbius din teoria numerelor și formula de inversiune a lui Möbius.
Möbius a descoperit banda care-i poartă numele simultan cu un alt savant contemporan, matematicianul german Johann Benedict Listing (1808-1882). Lucrând independent, Listing s-a "ciocnit" de suprafața cu pricina în iulie 1858, publicându-și descoperirile în 1861. Oricum, se pare că Möbius a urmărit firul ideii mai departe decât Listing, analizând mai îndeaproape conceptul de orientabilitate în raport cu suprafețele de tip Möbius. De asemenea, Möbius a luat în considerare numeroase suprafețe cu o singură față care, după cum spunea, aveau "extraordinara" proprietate de a da naștere unor obiecte cu volum egal cu zero.